# Kosrheithrus tillyardi
Kosrheithrus tillyardi är en nattsländeart som beskrevs av Mosely in Mosely och Douglas E. Kimmins 1953. Kosrheithrus tillyardi ingår i släktet Kosrheithrus, och familjen Philorheithridae. Inga underarter finns listade i Catalogue of Life.